# NGC 2432
NGC 2432 (również OCL 620 lub ESO 560-SC6) – gromada otwarta znajdująca się w gwiazdozbiorze Rufy. Odkrył ją William Herschel 4 marca 1790 roku. Jest położona w odległości ok. 6,2 tys. lat świetlnych od Słońca.